# Ferrero della Marmora

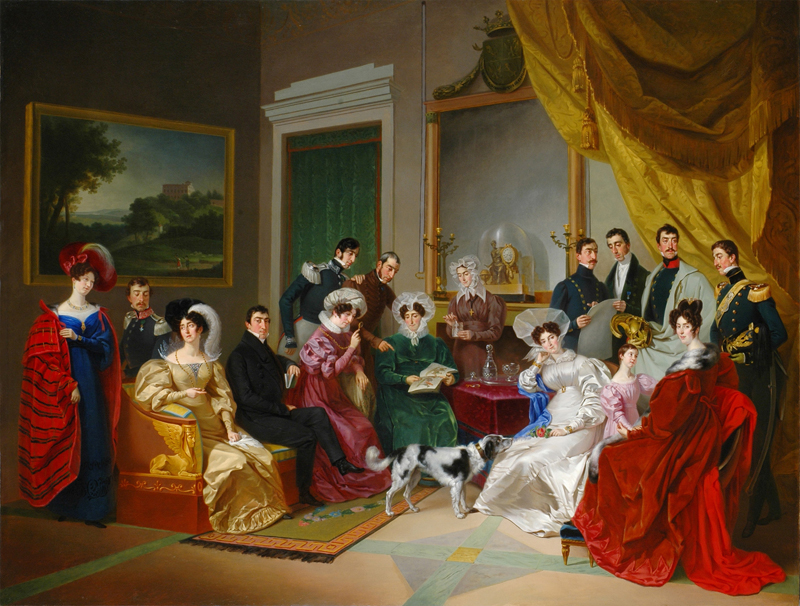
La famiglia Ferrero della Marmora nel 1828. Da sinistra: Carolina di Pamparato (1805-1860) moglie di Edoardo La Marmora, Alessandro, Maria Elisabetta (1790-1871), Ottavio (1806-1868), Edoardo (1800-1875), Maria Cristina (1787-1851), Alberto, Raffaella Argentero di Bersezio (1770-1828) madre di Alfonso, Enrichetta (1793-1847), Barbara (1795-1832), Paolo Emilio (1803-1830) Carlo Emanuele, Albertina (1823-1890) figlia di Carlo Emanuele, Ferdinando (1802-1874), Marianna di Gattinara (1799-1870) moglie di Carlo Emanuele, Alfonso a 24 anni.

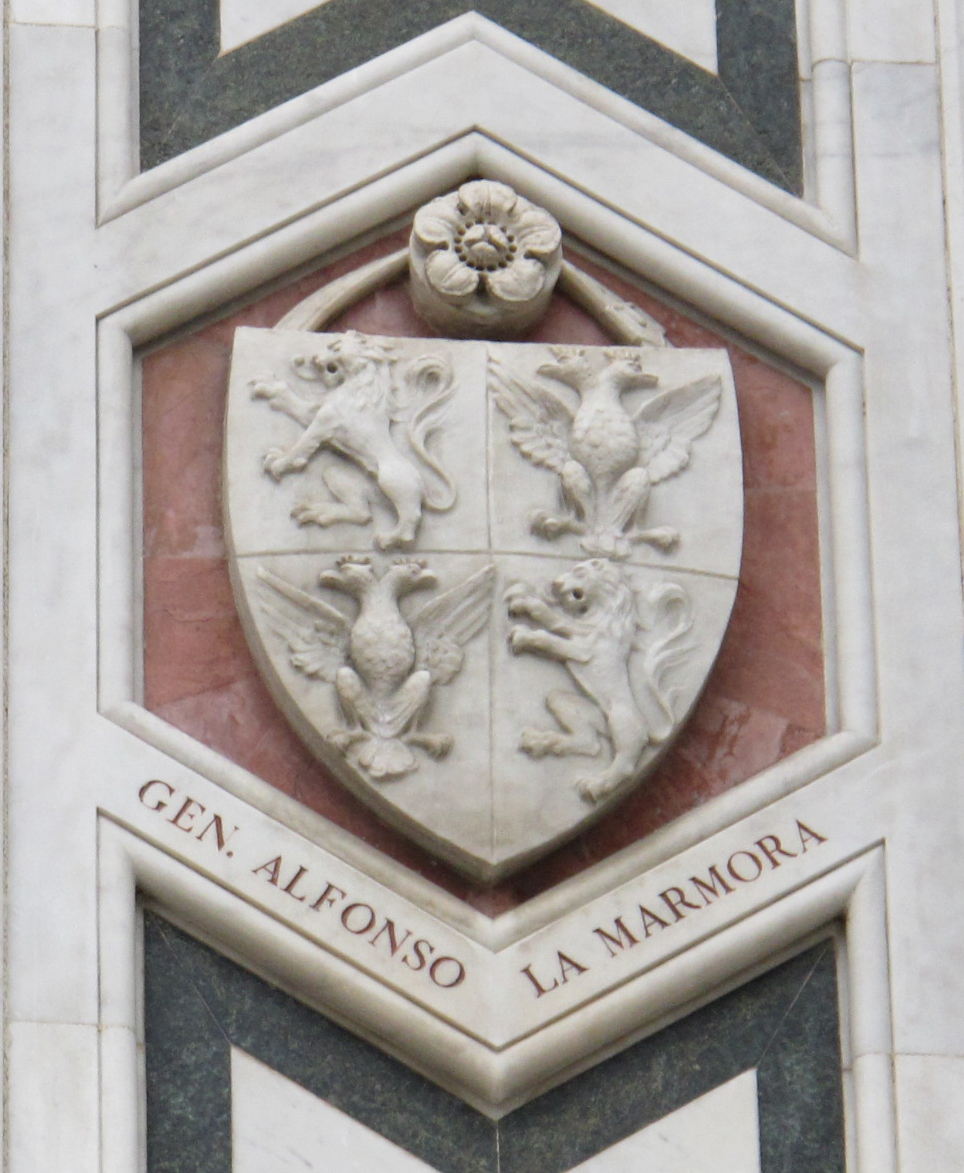
Stemma dei Ferrero della Marmora sul Duomo di Firenze

Quella dei  Ferrero, marchesi della Marmora è stata un'illustre famiglia nobiliare piemontese, originaria di Biella.
L'omonimo Palazzo La Marmora, oggi in parte adibito a polo museale e situato nel borgo storico di Piazzo – parte antica della città – fu la residenza cittadina dei Ferrero della Marmora, nucleo familiare che occupa un posto di rilievo nella storia del Risorgimento italiano.

## Esponenti illustri
- Besso Ferrero (?-1474), figlio di Stefano
- Sebastiano Ferrero (1438-1519), capostipite dei Ferrero Principi di Masserano
- Gian Enrico (1468-1525), capostipite dei Ferrero Marchesi della Marmora
- Giovanni Stefano Ferrero (1474-1510), cardinale
- Bonifacio Ferrero (1476-1543), cardinale
- Filiberto Ferrero (1500-1549), cardinale
- Gianstefano Ferrero (1510-1555), militare
- Pier Francesco Ferrero (1510-1566), cardinale
- Guido Luca Ferrero (1537-1585), cardinale
- Pietro Francesco (morto nel 1611), marchese, marito di Anna Elisabetta di Hohenberg, nipote dell'Arciduca Ferdinando II d'Austria- Tirolo
- Filippo Ferrero della Marmora (1719-1789), ambasciatore e viceré di Sardegna
- Teresio Ferrero della Marmora (1757-1831), cardinale

Il marchese Celestino (1754-1805) e Raffaella Argentero di Bersezio ebbero 13 figli. Questi gli esponenti autorevoli della famiglia:
- Carlo Emanuele (1788-1854) principe di Masserano, generale, senatore del Regno di Sardegna e primo aiutante di campo di re Carlo Alberto
- Alberto (1789-1863) generale, scienziato studioso e senatore del Regno di Sardegna
- Alessandro (1799-1855) generale, creatore nel 1836 del Corpo dei Bersaglieri,  morto a causa del colera durante la Guerra di Crimea
- Alfonso (1804-1878) generale, comandante del Corpo di Spedizione Sardo in Crimea, Presidente del Consiglio del Regno di Sardegna (1859-1860) all'indomani delle dimissioni di Camillo Benso conte di Cavour dopo l'armistizio di Villafranca e successivamente del Regno d'Italia (1864-1866).

I Ferrero della Marmora riposano nella cripta-mausoleo di famiglia nella basilica di San Sebastiano di Biella.

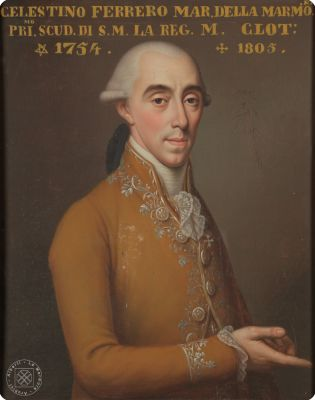
Celestino (1754-1805)
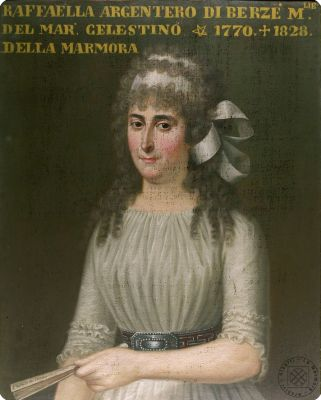
Raffaella Argentero di Bersezio o di Berzé (1770-1828), consorte di Celestino
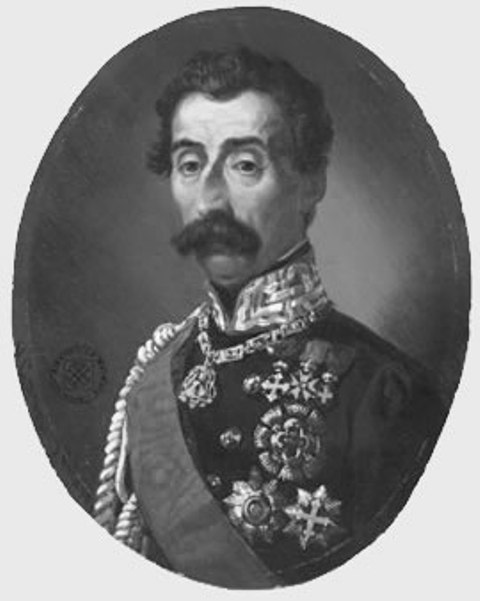
Carlo Emanuele
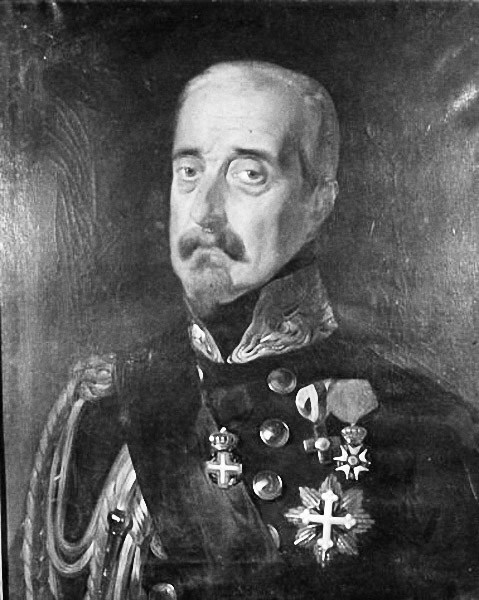
Alberto
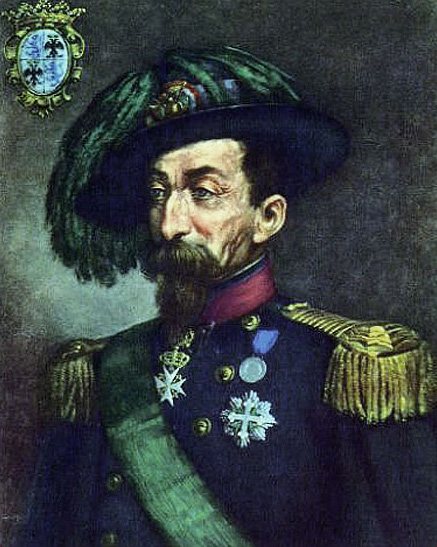
Alessandro
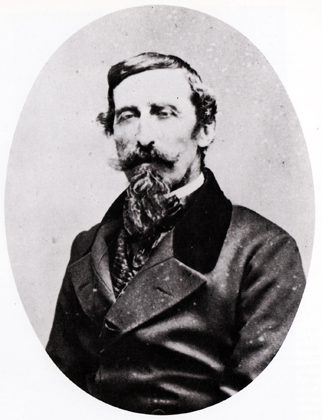
Alfonso